# Остров сокровищ
«О́стров сокро́вищ» (англ. Treasure Island) — роман шотландского писателя Роберта Стивенсона о приключениях, связанных с поиском сокровищ, спрятанных капитаном Флинтом на необитаемом острове. Впервые опубликован в 1883 году, до этого в период 1881—1882 годов выходил сериями в детском журнале «Young Folks».
Роман состоит из 34 глав, разбитых на 6 частей. Повествование ведётся от лица главного героя, сына владельцев трактира — юного Джима Хокинса (за исключением глав 16—18, где рассказчиком выступает доктор Ливси).

## Сюжет
События романа разворачиваются в середине XVIII века, предположительно в период 1758—1763 гг., во времена Семилетней войны. Начинаются они на юго-западе Англии, недалеко от города Бристоля, в трактире «Адмирал Бенбоу».

Билли Бонс обещал платить Джимми четыре пенса, если тот будет в «оба глаза смотреть, не появится ли где моряк на одной ноге». Иллюстрация художника Генри Брока.

Однажды в трактире селится новый постоялец — бывший моряк Билли Бонс. Постоялец обладает хмурым и нелюдимым характером, к тому же отягчен хроническим алкоголизмом. Спустя некоторое время к нему начинают приходить странные гости. Первым является пират по кличке Чёрный Пёс, называющий себя «старым другом Билли». Через непродолжительное время между ними вспыхивает драка, и Бонс ранит Чёрного Пса, но тот спасается бегством. Затем Билли посещает страшный слепой нищий пират Пью, который передаёт ему чёрную метку — грозное предупреждение тем, кто нарушает интересы команды. Билли, получив метку, решает срочно покинуть трактир, но внезапно умирает от апоплексического удара. Джим Хокинс и его мать — хозяева трактира, которым Билли задолжал денег за постой — обыскивают мёртвого моряка и его вещи. На дне его сундука они обнаруживают деньги и пакет бумаг. Из этих бумаг становится ясно, что Бонс был штурманом (first mate) на корабле знаменитого капитана Флинта и владел картой какого-то острова.
Джим едва успевает забрать бумаги Флинта из-под носа слепого Пью и его пиратов, которые ночью нападают на трактир «Адмирал Бенбоу» с целью завладеть картой. Бонс, Чёрный Пёс, слепой Пью и остальные — бывшие члены команды «Моржа», пиратского корабля капитана Флинта. Внезапно на помощь Джиму и его матери приходит отряд королевских таможенников. Слепой Пью случайно погибает под копытами лошади, а остальные пираты спасаются бегством — их отход прикрывает команда пиратского люггера, на котором находятся их сообщники.
Джим едет к доктору Ливси и сквайру Трелони и показывает им бумаги. Изучив их, доктор и сквайр приходят к выводу, что карта указывает место, где Флинт зарыл свои сокровища. Состоятельный Трелони начинает подготовку плавания и поручает дельцу Блендли снарядить для плавания подходящий корабль — шхуну «Испаньола».
Капитан «Испаньолы» мистер Смоллетт выражает большие сомнения в надёжности команды, а в особенности не доверяет своему помощнику — штурману Эрроу, но уступает уговорам доктора Ливси и снисходительности Трелони. «Испаньола» начинает плавание из Бристоля к Острову сокровищ. Во время плавания штурман Эрроу очень много пил и в одну ненастную ночь исчез с корабля, вдобавок Джиму удаётся подслушать тайный разговор матроса Дика, «второго» боцмана Израэля Хэндса и кока, одноногого Джона Сильвера, по прозвищу Окорок (англ. Barbecue), он же Долговязый Джон. Оказывается, что команда, которую нанял Трелони, большей частью состоит из бывшей команды Флинта, и Сильвер — главарь заговорщиков, цель которых — захватить сокровища. Джим узнаёт, что пиратов на корабле существенно больше, чем честных людей. Он слышит о том, что Сильвер и его пираты собираются убить всех честных людей. Пираты нажимают на Сильвера и подгоняют его побыстрее напасть на капитана Смоллетта и остальных, но Сильвер понимает, что шайка не сможет самостоятельно прокладывать курс, так как никто из пиратов не имеет соответствующего образования. План Сильвера — подождать, пока сквайр, капитан, доктор и другие найдут сокровища и погрузят их на корабль, подождать, пока опытный капитан Смолетт доведет корабль «хотя бы до пассата» и уже потом убить их всех.

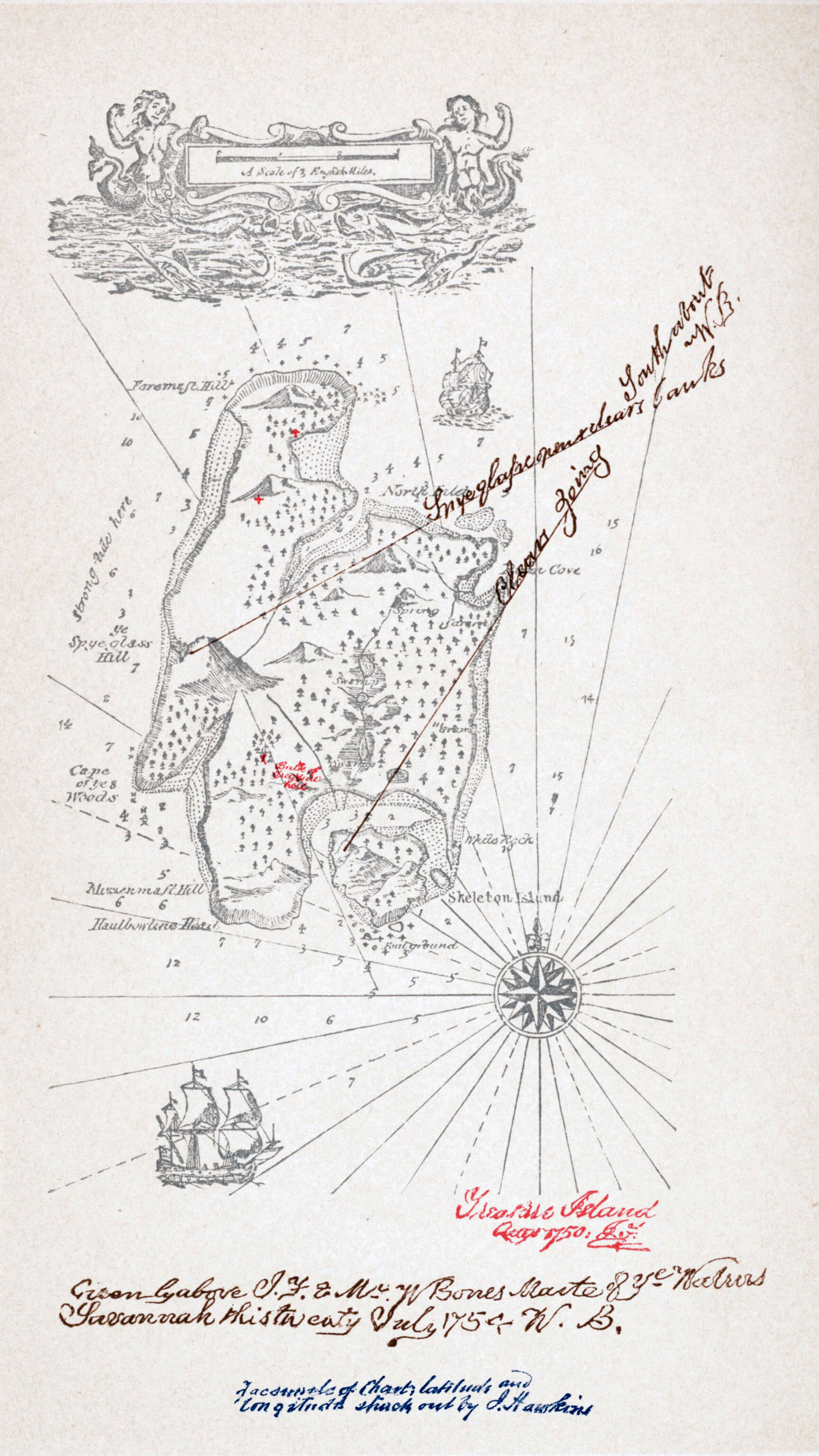
Карта острова сокровищ из первого немецкого издания. Приписывается Стивенсону

Тем временем корабль подплывает к Острову сокровищ. Сильвер видит, что его план терпит крах: пираты практически открыто игнорируют приказания капитана Смоллетта, ведут себя довольно агрессивно. Джим рассказывает капитану, сквайру и доктору то, что он слышал. Герои понимают, что они в беде. Смоллетт решает разрядить атмосферу и предлагает команде сойти на берег. План капитана — застать врасплох пиратов, оставленных на корабле, напасть на них и захватить «Испаньолу». План капитана сработал бы, если бы Джим не уплыл на одной из шлюпок вместе с пиратами.
Поэтому капитан предлагает новый план. По карте он видит, что на острове есть старый форт Флинта. Капитан предлагает перебраться в форт и драться с пиратами на острове. Герои собирают порох, оружие, продукты, садятся в ялик и уплывают с корабля. Пираты, застигнутые этими действиями врасплох, готовятся обстрелять ялик. В ялике находятся капитан, доктор, сквайр, Хантер, Джойс, Редрут и Абрахам Грей — матрос из команды, которого пираты хотели, но не смогли склонить на свою сторону. Хэндс пытается потопить ялик, обстреливая его из пушки. Сквайр убивает одного из пиратов. Вскоре герои, потеряв слугу, Тома Редрута, погибшего в бою, добираются до форта и располагаются в нём. Капитан раздает каждому позиции. Герои готовы к длительным боям.
Тем временем Джим достигает берега с пиратами и убегает. Через некоторое время он становится свидетелем убийства честного моряка Тома Джоном Сильвером. По дикому крику становится понятно, что и ещё один честный моряк Алан тоже убит пиратами. Джим бежит, не разбирая дороги, и встречает человека, одетого в козьи шкуры и ведущего себя очень странно. Человек этот сообщает, что он раскаявшийся бывший пират по имени Бен Ганн. Бен просит Джима организовать встречу с доктором. Джим видит британский флаг над фортом и спешит к своим друзьям.
На следующий день Сильвер приходит к форту с белым флагом. Капитан Смоллетт выходит для переговоров. Сильвер предлагает отдать ему карту в обмен на то, что пираты оставят людей в покое и пошлют им на выручку первый же встречный корабль. Смоллетт жёстко отказывает Сильверу и предупреждает, что все переговоры закончены. Капитан Сильвер уходит, обещая, что через час те, «кто останется в живых, позавидуют мёртвым». В ходе атаки завязалась рукопашная схватка, после которой пиратам пришлось отступить, многие из них убиты. Среди защитников форта тоже были потери — Хантер смертельно травмирован, Джойс убит, а капитан Смоллетт получает два огнестрельных ранения.
Джим передает доктору просьбу Бена Ганна. Доктор берет пистолеты, кортик, кладёт в карман карту, вешает на плечо мушкет и уходит. Не в силах выдержать нахождение в форте и желая совершить геройский поступок, Джим берёт запас сухарей, два пистолета, нож и делает вылазку. Он приходит на берег и решает посмотреть, что происходит на «Испаньоле». Джим находит челнок Бена Ганна и, дождавшись отлива, подплывает к кораблю. Джим достигает корабля и понимает, что боцман Хэндс и ирландец О’Брайен, оставшиеся сторожить корабль, пьяны. Он перерезает якорный канат и забирается на борт. Утром он находит раненого Хэндса и убитого О’Брайена. Под руководством Хэндса Джим приводит корабль на Северную стоянку, теперь о местонахождении корабля никому не известно. Хэндс пытается убить Джима, но Джим случайно стреляет в него из пистолетов. Хэндс падает в воду и тонет.
Джим возвращается в форт, однако обнаруживает там пиратов и становится заложником. Сильвер отказывается убивать Джима, объясняя пиратам, что убивать заложника нельзя. Поведение Сильвера, ведущего двойную игру, возмущает пиратов. Сильверу вручают «чёрную метку» и требуют перевыборов капитана. Однако Сильвер объясняет своё поведение. Он заключил договор с доктором Ливси: в обмен на карту, запасы продовольствия и форт пираты дали героям уйти. Никто не может понять, зачем это было нужно. Сильвер остается предводителем, его авторитет только возрастает.
На следующий день приходит с визитом доктор Ливси. Он осматривает и лечит больных лихорадкой пиратов и просит Сильвера разрешения поговорить с Джимом. Сильвер отпускает Джима для разговора с доктором, взяв с него честное слово, что он не убежит. Доктор уговаривает Джима бежать, но тот отказывается. Джим сообщает доктору, где спрятан корабль.
Пираты, взяв с собой Джима, идут искать сокровища. Вскоре они натыкаются на скелет. Сильвер понимает, что это указатель — одна из острот Флинта. Внезапно пираты слышат голос Флинта. В ужасе они останавливаются. Сильвер убеждает всех, что это голос живого человека, так как все слышали эхо. Вскоре пираты распознают голос Бена Ганна. Пираты продолжают свой путь и находят огромную яму. Становится ясно, что клад уже найден, и именно по этой причине доктор и отдал карту. Они собираются напасть на Сильвера и Джима, но доктор Ливси, Абрахам Грей и Бен Ганн нападают на пиратов из засады и убивают Джона, пирата с перевязанной головой. Джордж Мэрри был ранен, а Сильвер добил его. Оставшиеся трое обращаются в бегство.
Оказалось, что Ганн уже давно нашёл сокровища и перенёс их в свою пещеру. Несколько дней герои перетаскивали сокровища на корабль. Вскоре они уплыли с острова, бросив там трёх оставшихся в живых пиратов, но оставив им всё необходимое. Сильверу удаётся исчезнуть в одном из портов, прихватив часть сокровищ. Бен Ганн помог сделать это, так как смертельно его боялся.
Вернувшись в Англию, герои стали богатыми людьми, распорядившись каждый со своей долей по-своему: кто-то с умом, как, например, Грей, взявшийся за учёбу морскому делу и ставший штурманом и совладельцем корабля. И только Бен Ганн растратил свою тысячу фунтов всего за девятнадцать дней. Трелони взял его на работу привратником в парке.

## Персонажи

### Главные персонажи
- Джим Хокинс (англ. Jim Hawkins) — юноша, юнга на «Испаньоле», главный герой, от имени которого (за исключением нескольких глав от имени доктора Ливси) и ведётся повествование. Именно его поступки раскручивают сюжет романа Стивенсона. Джим Хокинс активно участвует во всех событиях: это в трактире его родителей поселился пират Билли Бонс, это он выкрал карту Острова Сокровищ из сундука этого пирата, которую передал доктору Ливси и сквайру Трелони; он обнаружил на корабле заговор, нашёл Бена Ганна, убил Израэля Хэндса, увёл корабль пиратов на Северную стоянку и стал яблоком раздора в противостоянии между Джоном Сильвером и остатками его шайки.
- Доктор Дэвид Ливси (англ. Dr. David Livesey) — джентльмен, врач и судья, мужчина поразительной смелости и героизма, готов без колебания исполнить свой профессиональный и человеческий долг. Когда-то служил в армии герцога Камберлендского и был ранен в битве под Фонтенуа (1745). После штурма форта и ранения капитана Смоллетта стал лидером отряда честных людей.
- Сквайр Джон Трелони (англ. Squire John Trelawney) — богатый, легкомысленный помещик, финансировавший плавание за сокровищами Флинта. Рост выше шести футов (183 см). Имеет характер вспыльчивый и надменный, но не злой. Изначально претендовал на лидерство; однако его болтливость и некомпетентность стали причиной того, что большинство экипажа «Испаньолы» составили пираты капитана Флинта. Уступил право командования капитану Смоллетту, когда узнал о готовящемся бунте. Отличный стрелок. Взял в плавание троих дисциплинированных и верных слуг, которые хорошо показали себя в боях с разбойниками.
- Капитан Александр Смоллетт (англ. Captain Alexander Smollett) — мужественный, храбрый капитан «Испаньолы». Он по характеру требовательный и сухой человек. Рост Смоллетта составляет шесть футов. Капитан Смоллетт был нанят сквайром Трелони. Организовал бегство с корабля и оборону форта. Великолепный организатор и командир. Во время сражения с пиратами за форт был тяжело ранен. По возвращении в Англию капитан, получив свою долю сокровищ, оставил морскую службу.
- Капитан Джон Сильвер (англ. John Silver) — он же Долговязый Джон (Long John), он же Окорок (Barbeque) — кок на «Испаньоле», затем капитан взбунтовавшихся пиратов. Возраст — 50 лет (по словам самого Сильвера). Говорили, что «в молодости он был школяром и, если захочет, может разговаривать, как по книге». На «Морже» у Флинта выполнял обязанности квартирмейстера, что на корабле того времени означало «мастер на квартердеке», то есть начальник абордажной команды. Потерял ногу в бою под командованием капитана Инглэнда. Его левая нога ампутирована по бедро, поэтому Сильвер ходит с костылём. Высокий, очень сильный мужчина и отличный боец. Накопил денег и открыл собственную таверну «Подзорная труба» в городе Бристоль. Жена «не принадлежит к белой расе». Взял в плавание попугая по имени Капитан Флинт. По окончании романа не только остался жив, вовремя переметнувшись на сторону сквайра, но и скрылся от них в одном из портов не без помощи Бена Ганна, прихватив с собой мешочек с деньгами. О жизни Сильвера до событий «Острова сокровищ» Деннисом Джудом написан роман «Приключения Долговязого Джона Сильвера».
- Билли Бонс (англ. Billy Bones) — бывший штурман капитана Флинта, старый пират. После смерти капитана Флинта заполучил карту Острова сокровищ и сбежал в Англию, тем самым став мишенью для остальных пиратов. Появление Билли Бонса в трактире «Адмирал Бенбоу» фактически положило начало всем приключениям Джима Хокинса. Билли много пил и имел весьма скверный и властный характер. Другие пираты также отмечали и его жестокость, по их словам, «Билли был тяжёл на руку и скор на расправу». В трактире его называли «капитаном». Ругался, приказывал пить вместе с ним и слушать страшные рассказы про пиратов и их преступления. Билли боялся огласки и органов власти. Поэтому доктор Ливси быстро поставил его на место, пригрозив приставами. Бонс жил в постоянном страхе перед бывшими товарищами, которые в итоге нашли его и довели чёрной меткой до инсульта, от которого Бонс и умер (впрочем, на этом также сказался и его хронический алкоголизм), доставив этим столько беспокойства и огромные богатства героям книги. История Билли Бонса подробно описана Стивеном Робертсом в романе «Пиастры, пиастры!!!»[2].

### Второстепенные персонажи
- Бен Ганн — бывший пират. О его приключениях на острове английский писатель Р. Ф. Делдерфилд написал книгу «Приключения Бена Ганна». После возвращения промотал свою долю сокровищ — тысячу фунтов — за девятнадцать дней, после чего был взят на службу сквайром Трелони, который сделал его привратником в своём парке; заодно стал петь в церковном хоре.
- Том Редрут (англ. Tom Redruth) — старый егерь, слуга и земляк сквайра; убит в первом бою у частокола от пистолетного выстрела Джоба Эндерсона в день прибытия шхуны к острову.
- Джон Хантер (англ. John Hunter) — слуга и земляк сквайра, погиб во время штурма форта. Один из пиратов вырвал у него из рук мушкет и, просунув его в бойницу, нанёс ему страшный удар, который сломал рёбра. Хантер упал и разбил себе череп. От этих ран скончался вечером того же дня, не приходя в сознание.
- Ричард Джойс (англ. Richard Joyce) — слуга и земляк сквайра, погиб во время штурма форта — один из пиратов прострелил ему голову.
- Абрахам «Эйб» Грей (англ. Abraham Gray) — помощник плотника, вместе с Диком, Аланом и Томом (не путать с Томом Морганом) входил в четверку тех честных матросов, которых Сильвер хотел переманить на свою сторону. Вняв призыву капитана Смоллетта, перешёл на его сторону, отбившись от пятерых разъярённых пиратов, которые ранили его в лицо. В дальнейшем принял активное участие в боях с пиратами, убил боцмана Джоба Эндерсона, пытавшегося убить Джима. После возвращения полученную часть сокровищ потратил на учёбу, и в результате стал штурманом и совладельцем небольшого судна, а также женился и стал отцом.
- Джоб Эндерсон (англ. Job Anderson) — рослый, сильный, храбрый и энергичный боцман «Испаньолы». Прирождённый лидер шайки Сильвера. На «Морже» исполнял обязанности боцмана. После гибели Эрроу исполнял на шхуне обязанности первого помощника капитана. Второй по значимости пират на «Испаньоле» после Сильвера, великолепно фехтовал и стрелял из пистолета. Во время высадки на остров убил моряка Алана, командовал семью пиратами в первой битве с командой капитана Смоллетта, застрелил из пистолета слугу Тома Редрута. Во время штурма форта пытался прорваться в сруб, ранил капитана Смоллетта в самом начале боя и был убит в поединке с Абрахамом Греем, перед тем пытаясь убить Джима.
- Израэль Хэндс (англ. Israel Hands) — помощник боцмана, после гибели штурмана Эрроу и повышения Джоба Эндерсона стал исполнять обязанности боцмана. Хорошо стреляет из пушки. Вместе с Сильвером, Эндерсоном, Мэрри и корабельным плотником составлял ядро заговорщиков, задумавших поднять мятеж на «Испаньоле» и завладеть картой. На «Морже» у Флинта был канониром. Был оставлен охранять «Испаньолу». Был застрелен Джимом на борту «Испаньолы», при попытке напасть на него.
- Джордж Мэрри (англ. George Merry) — 35-летний высокий пират, подхвативший на острове злокачественную лихорадку, чем и объясняется его болезненный вид. После гибели Эндерсона, Хэндса и плотника стал неформальным лидером шайки пиратов и подстрекателем против Сильвера. Был убит Джоном Сильвером при нападении доктора Ливси, Абрахама Грея и Бена Ганна.
- Том Морган (англ. Tom Morgan) — самый старый пират из шайки бунтовщиков, был оставлен капитаном Смоллеттом и компанией искупать свои грехи на Острове сокровищ. Вместе с ним остались молодые пираты Дик и Рыжий Фаулер.
- О’Брайен (англ. O'Brien) — пират, плешивый ирландец, носивший на голове красный спальный колпак. Участвовал в штурме форта, после отступления пиратов перелезал через частокол последним, защитники форта по нему не стреляли. Был оставлен с Хэндсом охранять «Испаньолу». Был убит на борту «Испаньолы» в пьяной драке с Израэлем Хэндсом, успев перед этим ранить боцмана в бедро. В повести Денниса Джуда «Приключения Долговязого Джона Сильвера» носит имя Майкл.
- мистер Дэнс (англ. Mr. Dens) — главный таможенный инспектор (по прозвищу Начальник), который выступает вместе со своими людьми против ''Адмирала Бенбоу'', изгоняет пиратов и спасает Джима и его мать. Затем он приводит Хокинса к доктору и сквайру.
- Доггер (англ. Dogger) — один из помощников мистера Денса, который подвозит Хокинса на лошади к дому сквайра.
- Гарри — завсегдатай таверны «Подзорная труба». Пират, которого вместе с Длинноногим Беном Джон Сильвер послал догнать Чёрного Пса. Погиб при штурме форта.
- Четверо пиратов — бывшие члены шайки Флинта, убитые вместе с Ником Аллардайсом.
- Длинноногий Бен — завсегдатай таверны Джона Сильвера «Подзорная труба». Один из шестерых пиратов, оставленных Сильвером на «Испаньоле». Был убит сквайром Трелони у пушки. В книге Р. Ф. Делдерфилда упоминается, что у пушки был смертельно ранен пират по имени Дик. В советском фильме 1982 г. упоминался под фамилией или кличкой Ринг.
- Джим Фаулер — один из троих выживших пиратов, оставленных на острове вместе с Диком Джонсоном и Томом Морганом. В оригинальном авторском тексте имени не имеет, получил имя только в повести Р. Ф. Делдерфилда «Приключения Бена Ганна». В нём указано, что Фаулер не был пиратом и членом экипажа «Моржа», а примкнул к Джону Сильверу после того, как «Испаньола» покинула Англию.
- Дэрк — один из тех разбойников, которые вместе с Пью и Чёрным Псом разгромили трактир «Адмирал Бенбоу». По выражению слепого Пью, всегда был болваном и трусом. Погиб при штурме форта. В повести Денниса Джуда «Приключения Долговязого Джона Сильвера» носит фамилию Кемпбелл.
- Джонни — один из тех разбойников, которые вместе с Пью и Чёрным Псом разгромили трактир «Адмирал Бенбоу». Был ранен в голову во время штурма форта и убит доктором Ливси в последнем бою. Любил напевать песенку «Лиллибуллеро». (Возможно, бандит Джонни из 1-й части и матрос Джон — разные люди).
- Плотник Испаньолы [имя и фамилия неизвестны] — сильный и опасный пират. Был убит во сне Беном Ганном. В советском фильме 1982 года убитого Беном Ганном пирата звали Джек.
- Дик «Пастор» Джонсон — молодой моряк; изначально Дик не был разбойником, подобно пиратам из экипажа «Моржа». Он примкнул к пиратам под влиянием слов Сильвера о ждущих его богатствах. Дик не расставался с Библией. Был оставлен на острове вместе с Томом Морганом и Джимом Фаулером.

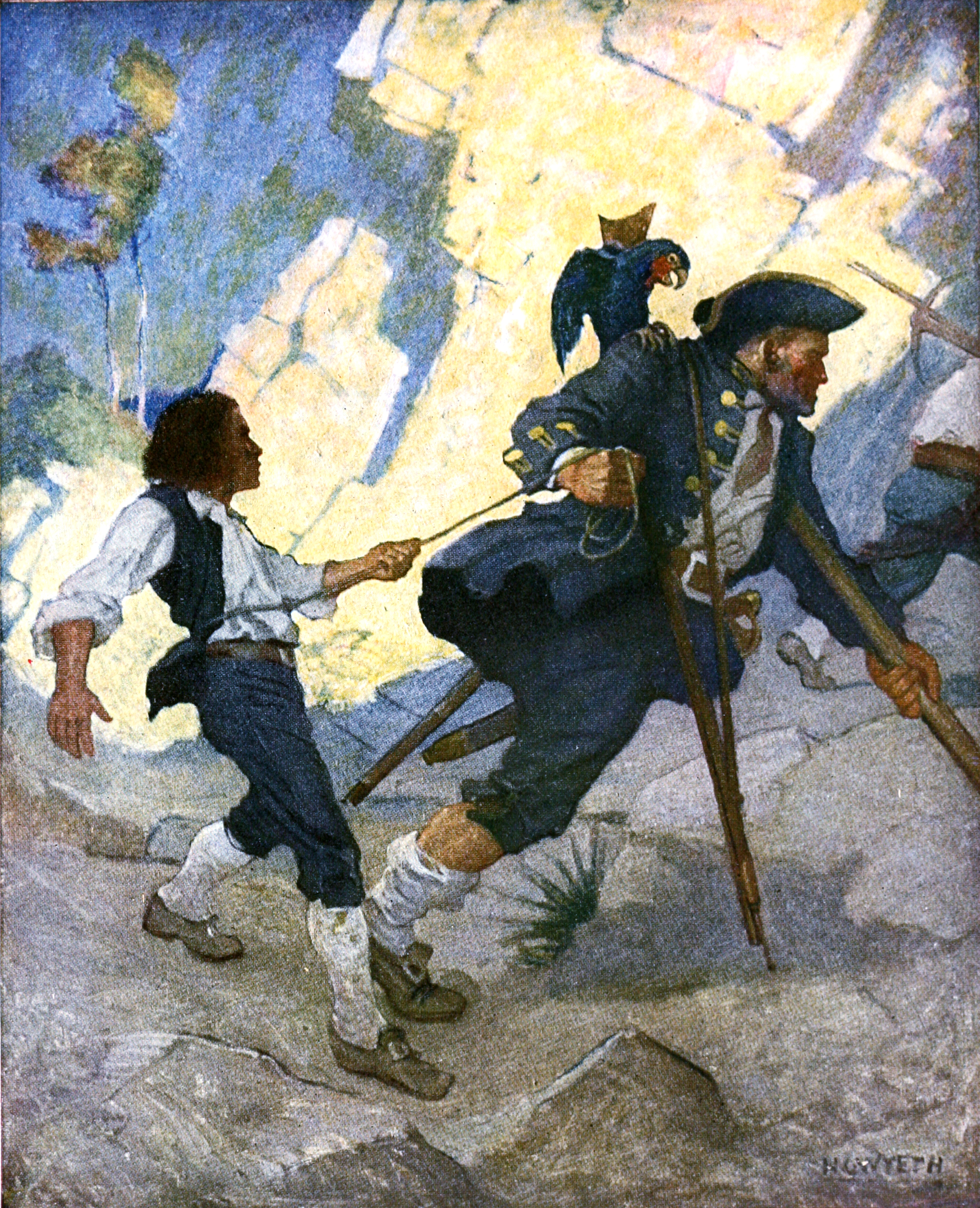
Джим Хокинс и Джон Сильвер. Иллюстрация к американскому изданию 1911 года, художник Ньюэлл Конверс Уайет.

- Джим Хокинс и Джон Сильвер. Иллюстрация к американскому изданию 1911 года, художник Ньюэлл Конверс Уайет.Слепой Пью (англ. Blind Pew) — слепой пират, о котором известно, что он потерял зрение в том же сражении, в котором Джон Сильвер потерял свою ногу. Составлял вместе с Флинтом, Джоном Сильвером и Билли Бонсом четвёрку самых свирепых и опасных пиратов, действующих в романе Стивенсона. Погиб под копытами лошади после погрома в трактире «Адмирал Бенбоу». Его влияние на остальных пиратов огромно. Даже будучи слепым, он принёс чёрную метку Билли Бонсу. Именно он руководил нападением на трактир «Адмирал Бенбоу». Как неоднократно повторяется в романе, на корабле Флинта штурманом был Билли Бонс, а квартирмейстером (англ. quarter deck master) был Джон Сильвер, кем был Пью — неизвестно.
- Чёрный Пёс (англ. Black Dog) — один из самых опасных пиратов из команды капитана Флинта, на левой руке у него не хватало двух пальцев. Приходил в трактир и был ранен в драке с Билли Бонсом. Участвовал в нападении на трактир «Адмирал Бенбоу». Не смог участвовать в плавании «Испаньолы», так как в качестве пирата и охотника за сокровищами был известен Джиму Хокинсу. Был женат, но связей с семьёй, судя по всему, давно не поддерживал, имеет сына, по возрасту ровесника Джима Хокинса.
- Ник Аллардайс — пират с рыжими волосами, вместе с ещё пятью пиратами был взят Флинтом на остров закапывать сокровища и там был убит. Взял с собой на остров нож пирата Тома Моргана и остался ему должным. Из тела Аллардайса капитан Флинт сделал компас, который указывал, где лежат сокровища. В книге Р. Ф. Делдерфилда «Приключения Бена Ганна» (где и было придумано имя, в авторском тексте была известна только фамилия) он был лучшим другом и наставником Бена Ганна.
- Дарби Мак-Гроу — пират и, вероятно, телохранитель капитана Флинта. Упоминается Беном Ганном, когда тот изображал умирающего капитана Флинта.
- Штурман Эрроу (англ. Arrow) — первый штурман Испаньолы. Был рекомендован Сильвером, авторитетом и уважением у команды не пользовался. Оказался пьяницей, в плавании много пил, а спиртным его снабжал Джон Сильвер из своего тайника, что, по-видимому, являлось частью плана заговорщиков. В одну ненастную ночь исчез с корабля при неясных обстоятельствах. Капитан Смоллетт решил, что штурман свалился за борт. Что случилось с Эрроу на самом деле, так и не объясняется; новым штурманом стал Джоб Эндерсон.
- Алан и Том — честные матросы, убитые пиратами в первый день мятежа. Тома убил Джон Сильвер, Алана — Джоб Эндерсон.
- Мать Джима Хокинса — хозяйка трактира «Адмирал Бенбоу».
- Капитан Джон Флинт (англ. Captain Flint) — легендарный капитан пиратов, соратник Пью. На его старом «Морже» штурманом был Билли Бонс, квартирмейстером — Джон Сильвер, канониром — Израэль Хэндс, боцманом — Джоб Эндерсон. В книге только упоминается в разговорах, так как действие романа происходит уже после его смерти.

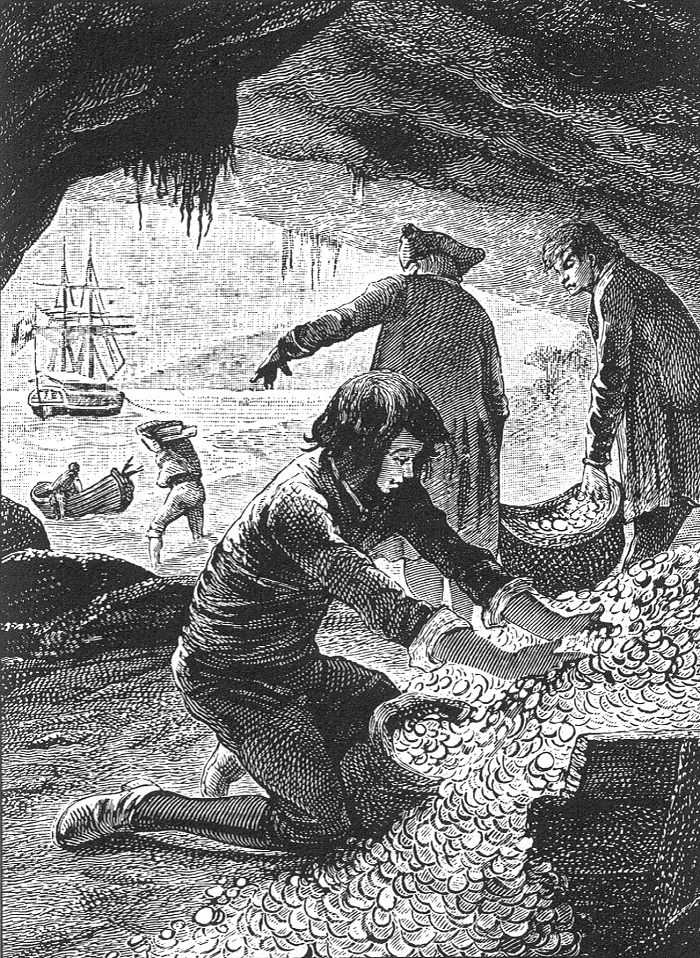
Джимми Хокинс возле сокровищ. Иллюстрация к французскому изданию 1885 года, художник Жорж Ру.

## Прототип Острова сокровищ
Долгое время считалось, что «Остров сокровищ» — это история, выдуманная Стивенсоном полностью, включая описание Острова сокровищ. Однако в 1940-х годах обнаружилось реалистичное сходство вымышленного острова с островом Пинос (совр. Хувентуд), расположенным в 70 км к югу от Кубы, который на протяжении 300 лет был пристанищем для пиратов.

## Стивенсон о заимствовании деталей сюжета из других произведений
Сам Стивенсон в предисловии к роману написал:
Промозглым сентябрьским утром — весёлый огонек горел в камине, дождь барабанил в оконное стекло — я начал «Судового повара» — так сперва назывался роман. Я начинал (и кончил) много книг на своём веку, но не припомню, чтобы хоть за одну из них садился в столь безмятежном расположении духа. Оно и неудивительно: недаром говорится, что краденое яблочко всегда слаще. Я вынужден коснуться сейчас щекотливого предмета. Да, несомненно, попугай  принадлежал когда-то  Робинзону  Крузо. Да, скелет, несомненно, заимствован у По. Но не они меня  тревожат: это все  мелочи, ничтожные пустяки; никому не  позволено присваивать себе исключительное право на скелеты или  объявлять себя единовластным хозяином всех говорящих птиц. Частокол, как утверждают, взят из «Мичмана Риди». Пусть так, мне совершенно всё равно. Достойные писатели эти лишь оправдали слова поэта: удалясь, они оставили после себя
    

     Следы на вечности песках,
     Следы, по коим, может быть, другой... 

вот я и оказался тем другим! Нет, мою совесть мучит лишь долг перед Вашингтоном Ирвингом, и не напрасно, ибо, по-моему, не часто встретишь столь очевидный плагиат. Несколько лет назад в поисках чего-нибудь подходящего для антологии прозы случилось мне открыть «Рассказы путешественника», и вдруг строчки заплясали у меня перед глазами. Билли Боне, его сундук, общество, собравшееся в трактире, весь внутренний дух и изрядная доля существенных подробностей первых моих глав всё было тут, и всё было собственностью Вашингтона Ирвинга. Но в те часы, когда в приливе вдохновения, несколько заземлённого, пожалуй, я сидел у камелька и писал, я не догадывался об этом; не догадывался и потом, когда день за днём после второго завтрака читал в кругу семьи то, что написал за утро. Всё это мне казалось первородным, как грех; все принадлежало мне столь же неоспоримо, как мой правый глаз. <...> Однако перипетии с «Островом Сокровищ» тем не исчерпались. Я его написал по карте. Собственно говоря, карта отчасти породила фабулу. Так, например, я дал одному островку имя «Остров Скелета», не зная хорошенько, для чего, попросту ради колорита, а уже чтобы оправдать это название, я вломился в сокровищницу мистера По и украл указательную стрелу Флинта. <...> Я сказал, что карта отчасти породила фабулу. Я мог бы сказать, пожалуй, что она и была фабулой. Какие-то застрявшие в памяти места из книг Эдгара По, Дефо и Вашингтона Ирвинга, экземпляр джонсоновских «Пиратов», название «Сундук мертвеца» из книги Кингсли «Наконец», обрывки воспоминаний о лодочных прогулках в открытом море, о плавании на яхте водоизмещением в пятнадцать тонн и, наконец, сама карта с её бессчётными красноречивыми подсказками воображению — вот и все мои источники.

## Русские издания и переводы
Завоевав почти сразу после своей публикации широкую популярность в Европе, роман довольно рано привлёк внимание русских издателей, быстро войдя в традиционный круг детского чтения. Первый адаптированный перевод с французского издания 1885 года вышел в Москве в 1886 году, в типографии братьев Е. и М. Вернеров, в качестве приложения к журналу «Вокруг света». В нём были полностью воспроизведены иллюстрации французского художника Жоржа Ру. Наиболее популярным до революции считался перевод О. А. Григорьевой, вышедший в 1904 году в серии «Библиотека романов (Приключения на суше и на море)» издательства Петра Сойкина. В СССР наиболее доступным являлся перевод Николая Чуковского, выполненный в первой половине 1930-х годов под редакцией его отца Корнея и опубликованный Объединением государственных книжно-журнальных издательств (ОГИЗ) при Наркомпросе РСФСР в 1935 году, почти одновременно с менее точным переводом Михаила Зенкевича, выпущенным издательством «Молодая гвардия». Именно в переводе Чуковского роман неоднократно переиздавался в сериях «Библиотека приключений», «Библиотека приключений и научной фантастики», «Библиотека мировой литературы для детей» издательства «Детская литература», а также отдельными изданиями. В 1990-е и 2000-е годы выходили новые переводы М. И. Кан, И. Смирнова и В. Кайдалова, в большей степени соответствующие нормам современного русского языка, но не получившие широкой известности.

## Литературные пародии и продолжения
«Остров сокровищ» вызвал к жизни ряд литературных пародий и продолжений.
- Одну из таких пародий написал Джон Леннон (опубликована в книге In His Own Write, 1964)[7]. Под названием Treasure Ivan — игра слов (Ivan — возможно, имеется в виду его школьный приятель Айван Вон (Ivan Vaughan)). В русском переводе Алексея Курбановского пародия называется «Осип Сокрович»[8]
- В 1973 году в журнале «Вокруг света» публиковался роман Р. Делдерфилда «Приключения Бена Ганна», написанный частично от лица Д. Хокинса, но в основном — от лица самого Бена Ганна[9].
- В 2001 году ирландский писатель Frank Delaney (под псевдонимом Francis Bryan) написал роман-сиквел «Джим Хокинс и проклятие Острова сокровищ[англ.]».
- О жизни Билли Бонса и приключениях шайки Флинта до событий «Острова сокровищ» Стивеном Робертсом в 2016 году написан роман «Пиастры… Пиастры!».
- О жизни Сильвера до событий «Острова сокровищ» Деннисом Джудом написан роман «Приключения Долговязого Джона Сильвера».
- Джон Дрейк. «Одиссея капитана Сильвера»
- Эдвард Чупак. «Джон Сильвер: возвращение на остров Сокровищ»
- Бьёрн Ларссон. «Долговязый Джон Сильвер: Правдивая и захватывающая повесть о моём вольном житье-бытье как джентльмена удачи и врага человечества»
- В 2013 году российский писатель Виктор Точинов выпустил «роман-расследование» «Остров без сокровищ», в котором доказывает, что кажущиеся сюжетные нестыковки романа оказываются тонко продуманными сюжетными ходами, за которыми скрывается подлинное лицо героев. В частности, утверждается, что родители Джима Хокинса промышляли контрабандой, доходы от которой получал сквайр Трелони, доктор Ливси был шпионом якобитов, пираты на «Испаньоле» вовсе не замышляли мятеж, Джон Сильвер в 1719—1720 годах плавал на корабле Эдварда Инглэнда и т. д. Начало действия самого романа В. П. Точинов относит к январю 1746 года, времени подготовки якобитского восстания под предводительством Принца Чарли, а посещение Острова Сокровищ — к апрелю 1746 года, когда в Шотландии произошла историческая битва при Каллодене[10].

## Экранизации
- Остров сокровищ (фильм, 1920)
- Остров сокровищ (фильм, 1934)
- Остров сокровищ (фильм, 1937)
- Остров сокровищ (фильм, 1950)
- Остров сокровищ (фильм, 1971)
- Алмазный остров (фильм, 1972)
- Остров сокровищ (аниме, 1978)
- Планета сокровищ (мультфильм, 1982) - Первый болгарский полнометражный мультфильм. Идея  Румена Петкова перенести действие романа в космос оказала влияние на Антонио Маргерити, который в 1987 снял телесериал «Остров сокровищ в космосе», а в 2002 The Walt Disney Company создает мультфильм «Планета сокровищ». В английском дубляже Филиппа (Джимми Хоккинс в оригинале) озвучивает Брайан Крэнстон
- Остров сокровищ (фильм, 1982)
- Остров сокровищ (фильм, 1985)
- Остров сокровищ (мультфильм, 1988)
- Остров сокровищ (фильм, 1990)
- Возвращение на остров сокровищ (мультфильм, 1992)
- Легенды Острова сокровищ
- Остров сокровищ (фильм, 1999)
- Планета сокровищ — анимационный фильм 2002 года со сходным сюжетом, но в жанре стимпанк: действие его разворачивается в космосе, Джон Сильвер представлен как киборг, Бен Ганн — как ржавый робот
- Пираты Острова Сокровищ — вольное изложение романа, имеющее фантастические элементы.
- Остров сокровищ (фильм, 2007)
- Остров сокровищ (фильм, 2012)
- Чёрные паруса (сериал, 2014—2017), приквел к роману, транслировался с 2014 по 2017 год на телеканале Starz (США).

### Отсылки к «Острову сокровищ» в других фильмах
- Пират острова сокровищ
- Возвращение на остров сокровищ (Люксембург, Германия, Новая Зеландия; 1996)
- Планета сокровищ
- Чёрные паруса

## Аудиопостановки
- 1971 — «Остров сокровищ», радиоспектакль, режиссёр Н. Киселёва[11].
- 2012 — «Остров сокровищ», издательство АрМир, режиссёр Ирина Воскресенская[12].
- 2022 — «Остров сокровищ», «альбом в прозе» петербургской рок-группы «Були»[13].

## Видеоигры
- Остров сокровищ (1С, 2005)
- Остров сокровищ: В поисках пиратского клада / Treasure Island (Акелла, 2008)

## Другие книги
- Артур Д. Хоуден-Смит «Золото Порто-Белло» (приквел).
- Чупак Э. Джон Сильвер: Возвращение на остров Сокровищ. Роман. Пер. с англ. Н. Парфеновой. М.: АСТ, 2010. 318 стр., 3000 экз., ISBN 978-5-17-066280-7